# Lennart Hedmark
Lennart Hedmark (Suecia, 18 de mayo de 1944) fue un atleta sueco especializado en la prueba de decatlón, en la que consiguió ser subcampeón europeo en 1971.

## Carrera deportiva
En el Campeonato Europeo de Atletismo de 1971 ganó la medalla de plata en la competición de decatlón, logrando un total de 8038 puntos, siendo superado por el alemán Joachim Kirst que con 8196 puntos batió el récord de los campeonatos, y por delante del también alemán Hans-Joachim Walde (bronce).